# ويم بوتا
ويم بوتا (بالإنجليزية: Wim Botha)‏ هو نحات جنوب أفريقي، ولد في 1974.